# بطولة العالم لسباق الدراجات على الطريق 2020
بطولة العالم لسباق الدراجات على الطريق 2020 (بالإنجليزية: 2020 UCI Road World Championships)‏ هو الموسم 93 من  بطولة العالم لسباق الدراجات على الطريق، بدأت فعالياتها في 24 سبتمبر وأختتمت في 27 سبتمبر في إيمولا الإيطالية،  وكان يُفترض إقامتها في منطقة إيجل وماريني في سويسرا قبل تغييرها إلى إيطاليا بسبب تفشي وباء كوفيد-19. 

## الجدول
| التاريخ           | المواعيد    | المواعيد    | الحدث       | المسافة                   | الجولات     |
| أحداث الزمن       | أحداث الزمن | أحداث الزمن | أحداث الزمن | أحداث الزمن               | أحداث الزمن |
| ----------------- | ----------- | ----------- | ----------- | ------------------------- | ----------- |
| 24 سبتمبر         | 14:40       | 16:35       | السيدات     | 31.7 كيلومتر (19.7 ميل)   | 1           |
| 25 سبتمبر         | 14:30       | 16:35       | الرجال      | 31.7 كيلومتر (19.7 ميل)   | 1           |
| أحداث سباق الطريق |             |             |             |                           |             |
| 26 سبتمبر         | 12:35       | 16:45       | السيدات     | 143 كيلومتر (89 ميل)      | 5           |
| 27 سبتمبر         | 09:45       | 16:45       | الرجال      | 258.2 كيلومتر (160.4 ميل) | 9           |

## ملخص الأحداث
| الحدث               | الذهبية                  | الذهبية     | الفضية                  | الفضية   | البرونزية                | البرونزية |
| ------------------- | ------------------------ | ----------- | ----------------------- | -------- | ------------------------ | --------- |
| أحداث الرجال        |                          |             |                         |          |                          |           |
| سباق الطريق         | جوليان ألافيليب (FRA)    | 6 h 38' 34" | فاوت فان آرت (BEL)      | + 24"    | مارك هيرشي (SUI)         | + 24"     |
| سباق الزمن          | فيليبو غانا (ITA)        | 35' 54.10"  | فاوت فان آرت (BEL)      | + 26.72" | ستيفان كونغ (SUI)        | + 29.80"  |
| أحداث السيدات       |                          |             |                         |          |                          |           |
| سباق الطريق للسيدات | أنا فان دير بريغين (NED) | 4h 09' 57"  | أنيميك فان فليوتن (NED) | + 1' 20" | إليسا ونغو بورغيني (ITA) | + 1' 20"  |
| سباق الزمن للسيدات  | أنا فان دير بريغين (NED) | 40' 20.14"  | مارلين رويسر (SUI)      | + 15.58" | إيلين فان دايك (NED)     | + 31.46"  |

## جدول الميداليات
*   البلد المضيف ( ITA)
| المرتبة | فريق    | ذهبية | فضية | برونزية | المجموع |
| ------- | ------- | ----- | ---- | ------- | ------- |
| 1       | NED     | 2     | 1    | 1       | 4       |
| 2       | ITA*    | 1     | 0    | 1       | 2       |
| 3       | FRA     | 1     | 0    | 0       | 1       |
| 4       | BEL     | 0     | 2    | 0       | 2       |
| 5       | SUI     | 0     | 1    | 2       | 3       |
| المجموع | المجموع | 4     | 4    | 4       | 12      |

## وصلات خارجية
- الموقع الرسمي